# Malas compañías: Historias anónimas de la corrupción
Malas compañías: Historias anónimas de la corrupción fue un programa de reportajes presentado por Cristina Pardo y producido por Producciones del Barrio. Se estrenó en La Sexta el 9 de abril de 2017.

## Formato
Programa de reportajes que desde el prisma de persona anónimas contarán los años dorados de la corrupción española de las principales comunidades del país. La corrupción valenciana, catalana, andaluza o madrileña serán entre otras los principales objetivos del programa. Cada caso se resolverá en dos especiales que se emitirán seguidos, esto no implica que se vuelvan a hacer programas en un futuro del mismo temario para ahondar aún más.

## Programas y audiencias
| Programa | Título                     | Día de emisión          | Audiencia         | Ref   |
| -------- | -------------------------- | ----------------------- | ----------------- | ----- |
| 1        | Corrupción en Valencia I   | 9 de abril de 2017      | 1 735 000 (10,3%) | [ 3 ] |
| 2        | Corrupción en Valencia II  | 16 de abril de 2017     | 1 506 000 (9,3%)  | [ 4 ] |
| 3        | Corrupción en Cataluña I   | 28 de noviembre de 2017 | 1 207 000 (6,9%)  | [ 5 ] |
| 4        | Corrupción en Cataluña II  | 29 de noviembre de 2017 | 1 260 000 (7,5%)  | [ 6 ] |
| 5        | Corrupción en Andalucía I  | 25 de marzo de 2018     | 1 314 000 (7,0%)  | [ 7 ] |
| 6        | Corrupción en Andalucía II | 1 de abril de 2018      | 1 227 000 (7,3%)  | [ 8 ] |

## Audiencia media
| Edición                                                    | Programas | Fecha     | Cadena   | Espectadores | Cuota |
| ---------------------------------------------------------- | --------- | --------- | -------- | ------------ | ----- |
| Malas compañías: Historias anónimas... (Primera temporada) | 6         | 2017-2018 | La Sexta | 1 375 000    | 8,1%  |